# Carson (Iowa)
Carson é uma cidade localizada no estado americano de Iowa, no Condado de Pottawattamie.

## Demografia
Segundo o censo americano de 2000, a sua população era de 668 habitantes.
Em 2006, foi estimada uma população de 711, um aumento de 43 (6.4%).

## Geografia
De acordo com o United States Census Bureau tem uma área de
1,4 km², dos quais 1,4 km² cobertos por terra e 0,0 km² cobertos por água. Carson localiza-se a aproximadamente 351 m acima do nível do mar.

## Localidades na vizinhança
O diagrama seguinte representa as localidades num raio de 20 km ao redor de Carson.